# Enluminure juive

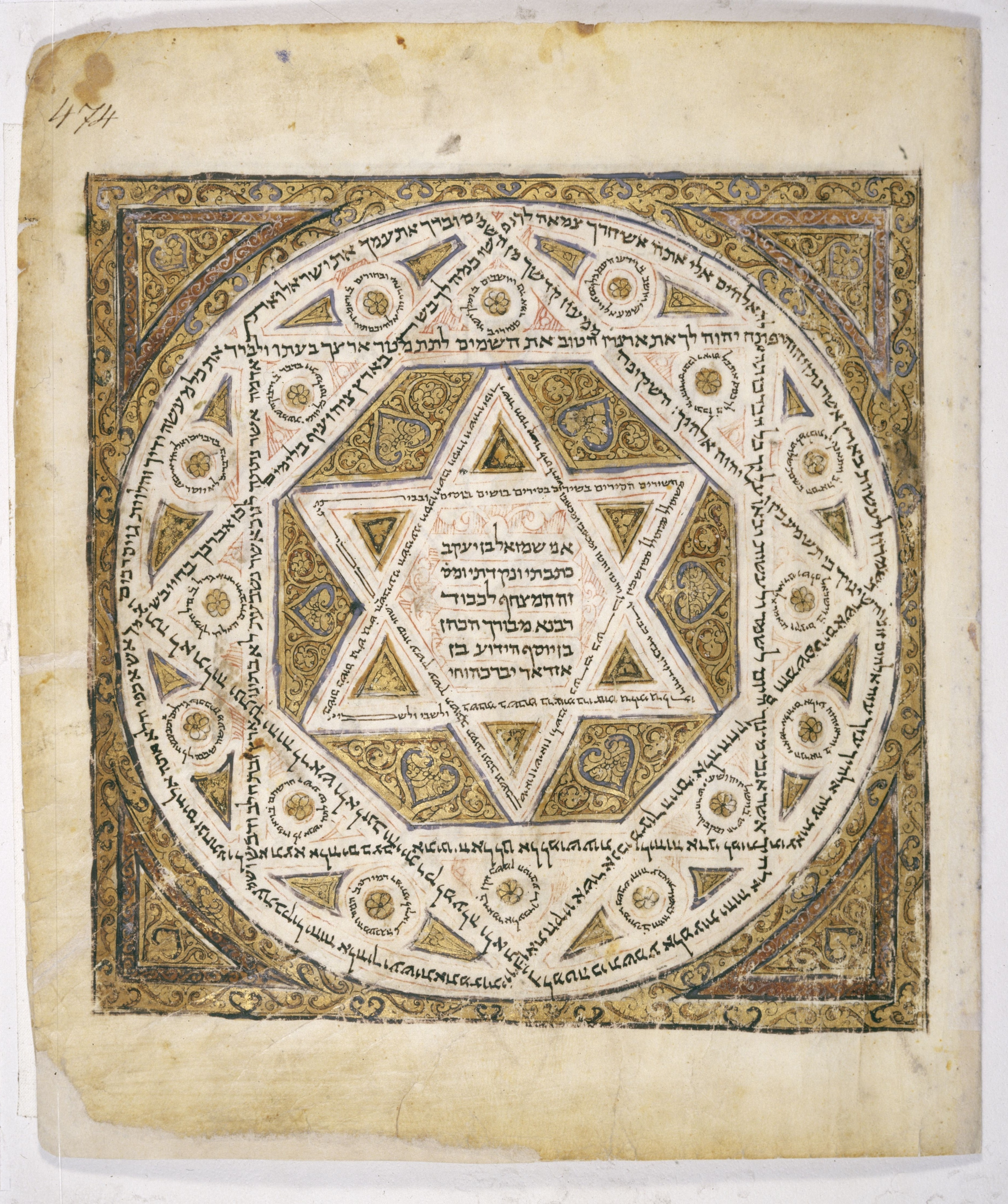
Page tapis du Codex de Léningrad.

L’Enluminure juive désigne l'art de décorer les livres dans la culture juive. Cet art suit le plus souvent les traditions propres à l'enluminure de chaque région et de chaque civilisation. Cependant, plusieurs caractères distinguent l'enluminure juive des autres dans les types de textes décorés, l'absence de lettrines décorées remplacées par des mots entiers en hébreu, l'usage de la microcalligraphie (en) et la rareté des représentations humaines. Toutes les cultures juives ont pratiqué la décoration des manuscrits, qu'elles soient orientales, séfarades ou ashkénazes.

## Origines

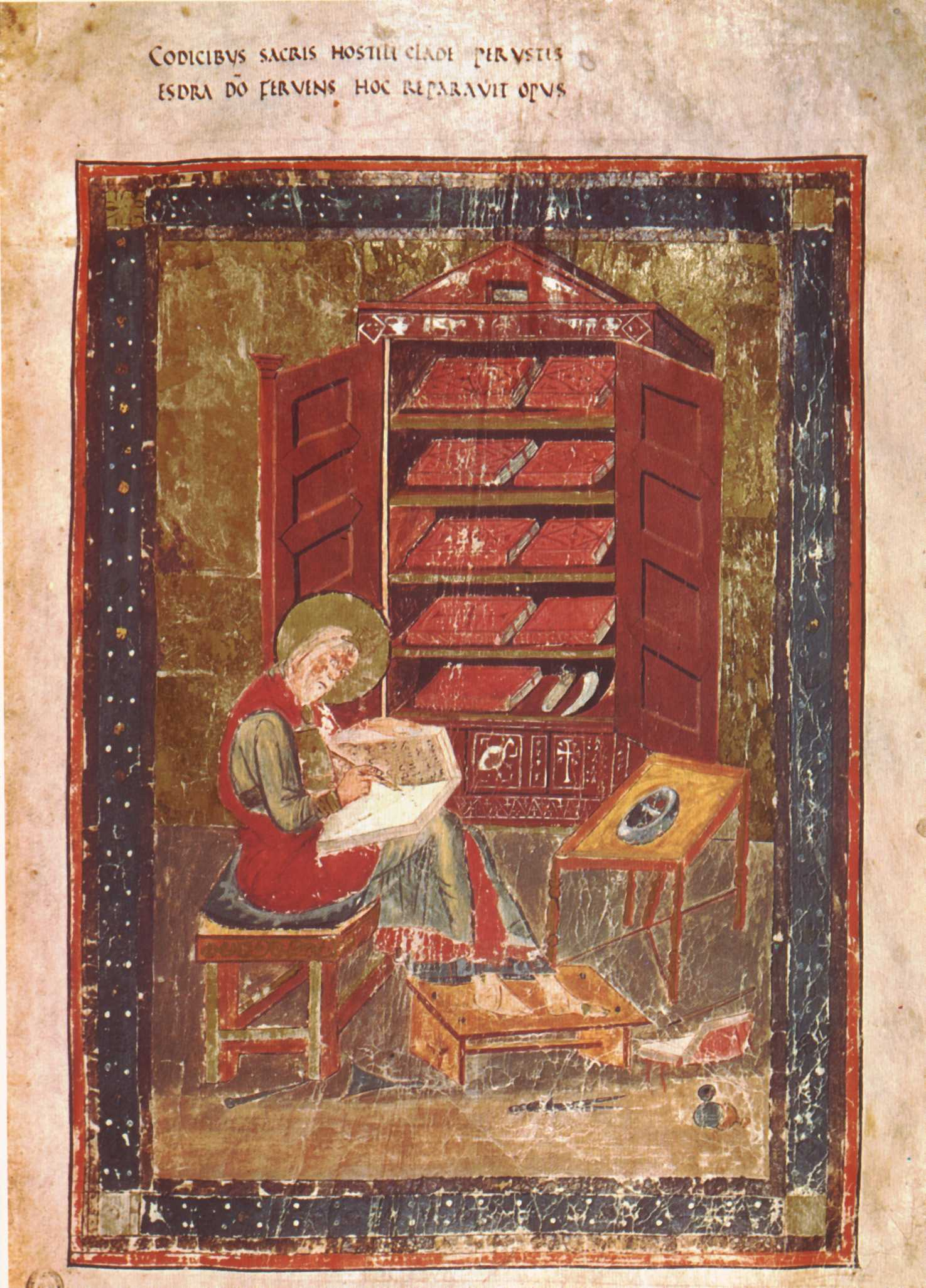
Portrait d'Ezra le scribe, folio 5r du Codex Amiatinus (VII).

Aucun ouvrage enluminé juif ne remonte avant le Xe siècle. Seuls quelques indices permettent de se faire une idée des premiers manuscrits juifs enluminés. Ainsi, les décorations retrouvées sur certaines anciennes synagogues analysées par les archéologues donnent des indications sur les éléments : les fresques de la Synagogue de Doura Europos auraient été ainsi inspirées d'illustrations de manuscrits bibliques.
De la même manière, certains manuscrits paléochrétiens tirent leurs inspirations pour les représentations liées à l'Ancien Testament d'éléments juifs comme la Genèse de Vienne, ou encore le Pentateuque de Tours. Dans ce dernier, Adam et Ève sont représentés habillés de peaux de bêtes et abrités dans une cabane que leur aurait construit Dieu, comme le rapporte le Midrash juif. Autre exemple, le Codex Amiatinus (VIIe siècle) contient une miniature représentant non pas un évangéliste mais Ezra le scribe, portant des phylactères juifs. Enfin, certains documents littéraires antiques mentionnent l'existence d'exemplaires de rouleaux de la Torah décorés de lettres d'or, comme la Lettre d'Aristée (IIe siècle av. J.-C.).
En dehors de ces rares indices, aucune preuve véritable n'atteste l'existence de manuscrits décorés à l'époque antique. Il faut attendre le Xe siècle en Orient puis le XIIIe siècle en Occident pour retrouver la trace des plus anciennes enluminures juives.

## Principales caractéristiques
L'enluminure juive a avant tout suivi la tradition des pays où elle a été produite. Ainsi, il ne peut être défini un style juif particulier, mais plusieurs caractéristiques communes peuvent être décelées :
- les représentations figurées sont rares mais bien présentes. Certes le second commandement des Tables de la Loi interdit la confection d'« images taillées », mais à plusieurs périodes, des figures humaines sont représentées, comme en Allemagne aux XIVe et XVe siècles. Les illustrations sont généralement consacrées à des épisodes bibliques tirés de commentaires midrashiques. C'est ainsi le cas de la scène d'Abraham jeté au feu des Chaldéens sur ordre du roi Nimrod, qui se retrouve dans la Haggadah dorée comme dans le Mahzor de Leipzig (BUL, Ms. v.  1102). L'iconographie possède ainsi quelques traits particuliers qui ne se retrouvent pas dans les manuscrits chrétiens de la même époque : les scènes de la Genèse ne contiennent ainsi jamais la représentation de Dieu mais simplement sa main ou des rayons, comme dans la Haggadah de Sarajevo[1] ;
- l'absence de lettrine en début de phrase dans l'écriture de l’hébreu, en raison de l'absence de l'usage de la majuscule, contrairement aux langues européennes. Cela n'empêche pas l'usage de mots décorés, voire de versets entiers, comme dans les corans musulmans[1] ;
- l'usage de petites écritures ou microcalligraphie (en) prenant des formes géométriques ou végétales pour servir à la décoration d'un texte principal central ou pour réaliser la décoration de pages tapis. Ces textes sont généralement issus de la tradition massorétique[2].

## Différentes écoles à l'époque médiévale

### École orientale
Les plus anciens exemples de manuscrits juifs orientaux remontent au Xe siècle et suivent généralement la tradition musulmane de cette époque. Tout comme les manuscrits du Coran, ils comportent des décorations géométriques et des entrelacs agrémentées de rinceaux et de palmettes, comme c'est le cas dans deux pages tapis d'un fragment de Pentateuque écrit en caractères arabes et conservé à la British Library (Or.2540). Au cours des XIe et XIIe siècles, des contours sombres et des fonds dorés sont ajoutés à ces décorations, comme le montre le codex de Léningrad. À partir du XIVe siècle, la production de manuscrits hébreux décline au Proche-Orient au profit de manuscrits judéo-arabes. Les Juifs du Yémen perpétue cette tradition de manuscrits hébreux décorés du XIVe siècle jusqu'à la fin du XVe siècle, comme le Pentateuque Or.2348 de la British Library daté de 1469,.
Parmi les types de manuscrits décorés, on trouve essentiellement des bibles, mais aussi des abécédaires pour enfants, des Ketoubot ou contrats de mariage, et quelques fragments de livres liturgiques ou scientifiques. Les plus belles bibles appartiennent généralement à la communauté karaïte de Palestine ou d'Égypte.
Les Juifs de Perse se rattachent à une autre tradition les rapprochant de la miniature de leur pays. À une époque plus tardive, au cours du XVIIe siècle, ils réalisent des manuscrits écrits en persan mais à partir de caractères hébreux et décorés de miniatures contenant de nombreuses scènes bibliques figurées suivant la tradition perse.

### École juive espagnole et portugaise
Les manuscrits juifs enluminés sont une synthèse des influences orientales et occidentales. Les ouvrages subsistant, principalement des bibles, sont datés pour la plupart de la fin du Moyen Âge et d'après la Reconquista, mais montrent encore plusieurs signes de l'art oriental, tels que les pages tapis, la microcalligraphie (en), une indication des parashiot décorées et des marges décorées indiquant la numérotation des versets.

« Une haggadah de la British Library, ms. Or. 2737, généralement située dans la première moitié du XIVe siècle en Castille (?)... comprend un cycle de 66 enluminures pleines pages sur fond de parchemin en réserve. Les scènes sont délimitées par des rinceaux détourés de rouge vif ou de violacé qui se terminent dans toute leur partie haute par des représentations d'architecture vivement colorées juxtaposant leurs tours, dômes, clochetons, gâbles et créneaux en un mélange de réminiscences mozarabes et d'influences gothiques. Tandis que les visages sont simplement dessinés à l'encre, les vêtements et le décor architecturé montrent des tons de rouge, d'orangé, de bleu terne et de vert, en une palette assez large ».

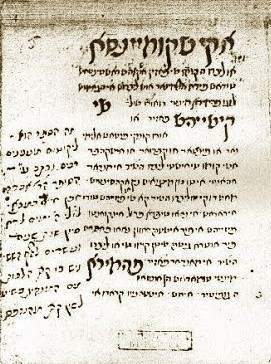
Le livre sur la façon de rendre les couleurs, manuscrit en judéo-portugais sur l'art de l'enluminure (XV s.)

Il existe le livre rare d'un enlumineur portugais du XVe siècle intitulé (pt)O livro de como se fazem as cores ( Le livre sur la fabrication de toutes les couleurs - de peinture pour l'enluminure), surnommé Le Livre des couleurs, écrit en judéo-portugais (langue portugaise aljamiado en caractères hébraïques) et issu d'une tradition remontant au moins au XIIIe siècle sur la façon de fabriquer des couleurs pour l'enluminure médiévale, à travers les procédés de fabrication et tempérances des pigments et des peintures,. Le réceptaire portugais se trouve au confluent d'influences très diverses car le vocabulaire technique, noms d'ingrédients et d'ustensiles, est largement emprunté à l'arabe (alors déjà assimilé par la langue portugaise), et d'autres emprunts sont faits au français. Il s'agit d'une copie - possiblement par l'érudit et enlumineur marrane Abraao ibn Hayyim en 1462 - qui reste néanmoins le plus ancien texte portugais sur les couleurs de l'enluminure. Ce recueil de textes est aujourd'hui connu sous le nom de Ms. Parma 1959 (Parme, Italie, Biblioteca Palatina, MS 1959, folios 1r–20r). Ce traité médiéval décrit les principales étapes, les techniques et les ingrédients pour la production de matériaux de peinture, tels que l'or mosaïque, le minium, le vert-de-gris, les pigments de laque de bois du Brésil, la laque rouge, le vermillon, la colle de parchemin, etc. et donne également des indications sur les liants à utiliser pour produire les couleurs. L'ouvrage aidait probablement à la production de bibles hébraïques, « où la précision du texte aurait été illuminée par les couleurs décrites dans ce « livre sur toutes les couleurs de peinture » » mais également pour l'enluminure judéo-portugaise de tout autres manuscrits hébraïques ou non.
Parmi les plus anciens exemples de Bible, se trouvent une Bible exécutée à Burgos vers 1260 (Bibliothèque nationale d'Israël, 4°790) ou encore une Bible copiée à Tolède par Ḥayyim ben Israel en 1277 (Parme, Biblioteca Palatina, Cod. Parm. 2668).
Plusieurs haggadot sont par ailleurs conservées, mais leur datation et leur localisation est plus difficile car elles ne contiennent pas de colophon. Influencées par l'enluminure italienne ou française de l'époque, elles contiennent fréquemment des scènes illustrées en début d'ouvrage. C'est le cas de la haggadah dorée, exécutée dans la région de Barcelone vers 1320, ainsi que d'une autre haggadah très similaire (BL, Or.2884) qui contiennent chacune des scènes de la Genèse. D'autres contiennent des scènes de l'Exode, comme la Haggadah de Rylands (John Rylands Library, Ms.6) ou la Haggadah Kaufmann (Académie hongroise des sciences, Ms.A422), cette dernière étant la plus italianisante. La Haggadah de Sarajevo contient le cycle iconographique le plus complet, de la création du monde jusqu'à Josué. D'autres manuscrits contiennent des scènes liturgiques contemporaines, telles que la préparation de Pessah.
Parmi les écrits massorétiques réalisés dans la Péninsule Ibérique, majoritairement en Espagne, du XIIIe siècle au XVe siècle, plusieurs bibles (de la Bibliothèque nationale de France à Paris, la British Library à Londres) et des manuscrits (de la Bibliothèque municipale de Marseille et de l'ancienne collection Sassoon à l'Institut hébraïque des microfilms à Jérusalem) possèdent une ornementation reposant sur les lignes d'écriture de la massore, qui « s'évadent de leur tracé habituel et construisent formes et espaces, en tressant écriture et dessin ».

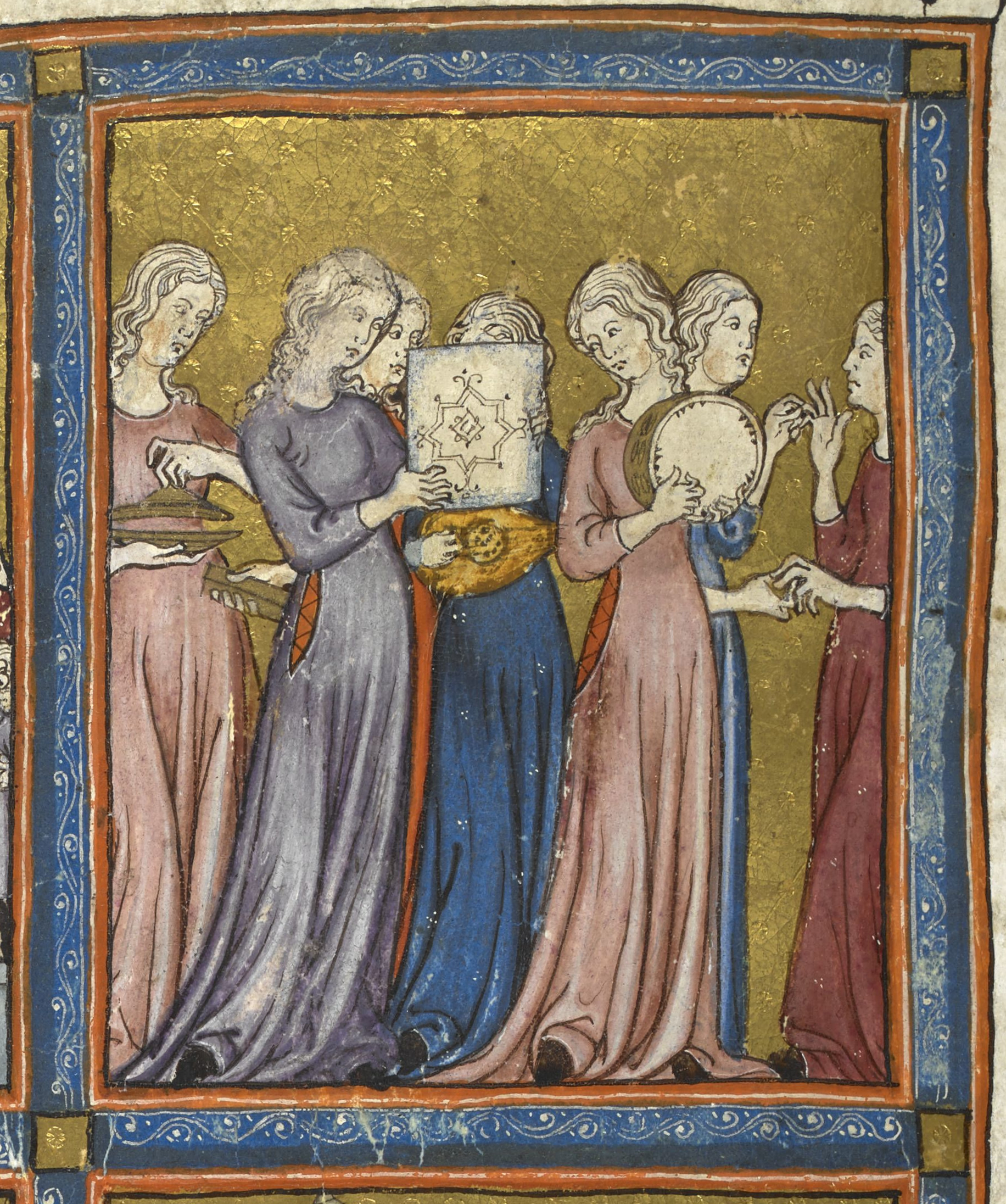
Miniature de la Haggadah dorée (1320)
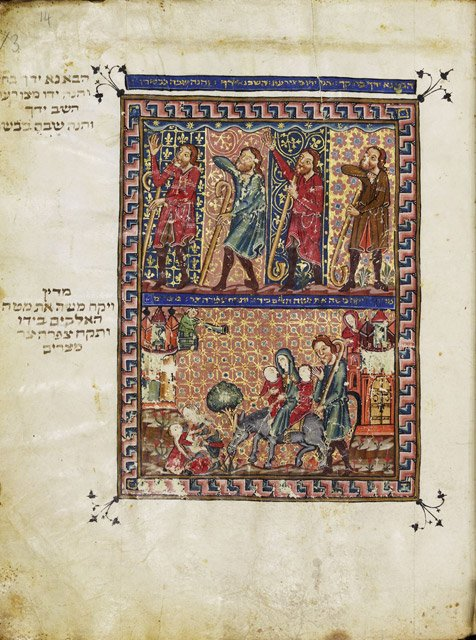
Page de la haggadah de Rylands (XIVe siècle)
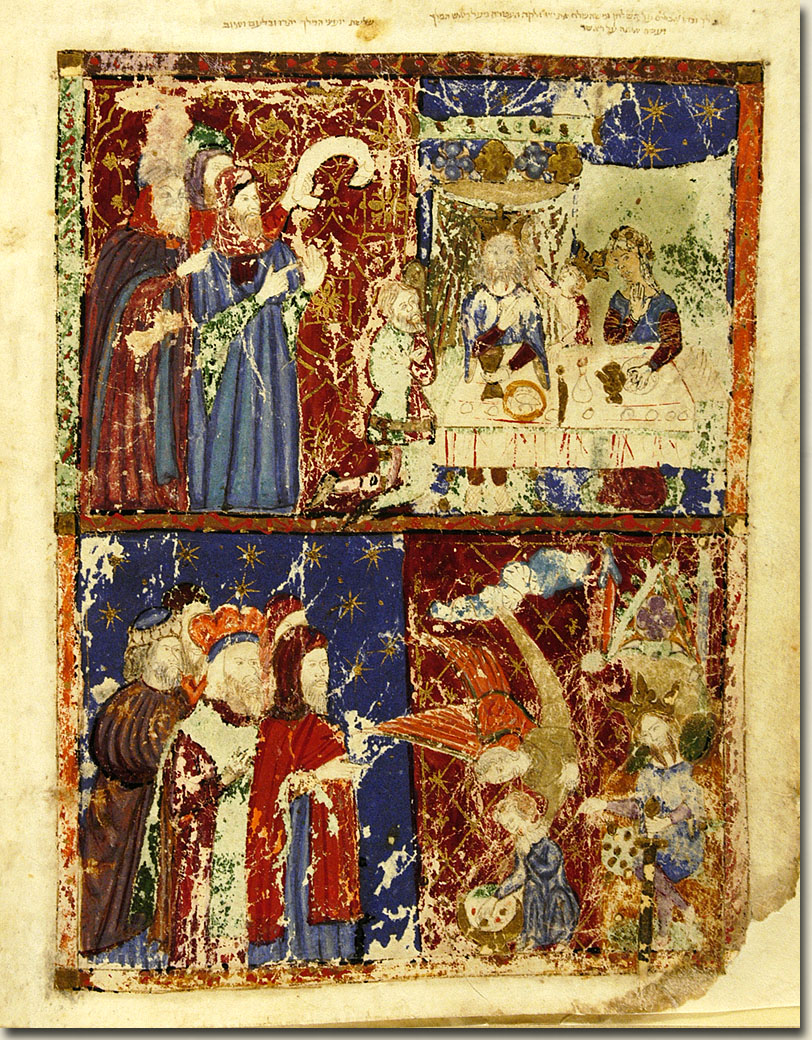
Page de la haggadah Kaufmann (XIVe siècle)
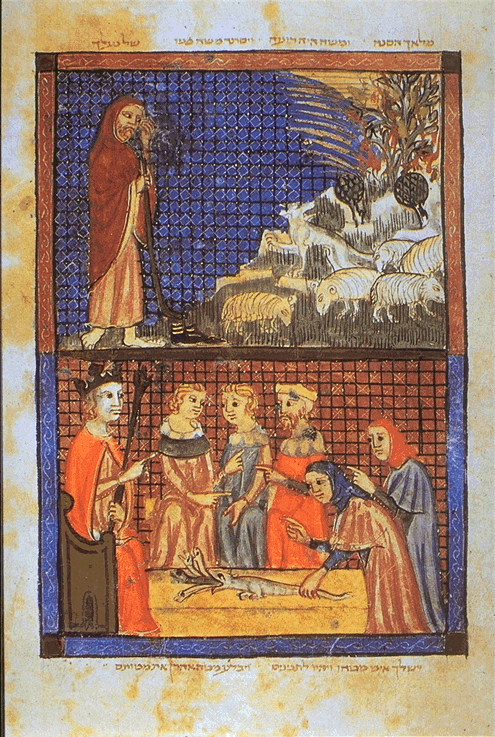
Page de la Haggadah de Sarajevo (XVe siècle)

Parmi les autres types de manuscrits enluminés, se trouvent des livres de prières comme le Siddour (BNF, Hébreu 592), des ouvrages juridiques et philosophiques comme le Mishné Torah de Moïse Maïmonide, dont le Mishneh Torah de 1492 (British Library, Harley 5698-99), mais aussi le Guide des égarés du même auteur (Bibliothèque royale (Danemark), Cod. Heb. 37). Il existe aussi plusieurs manuscrits scientifiques et notamment astronomique, domaine de prédilection des savants juifs espagnols à l'époque.

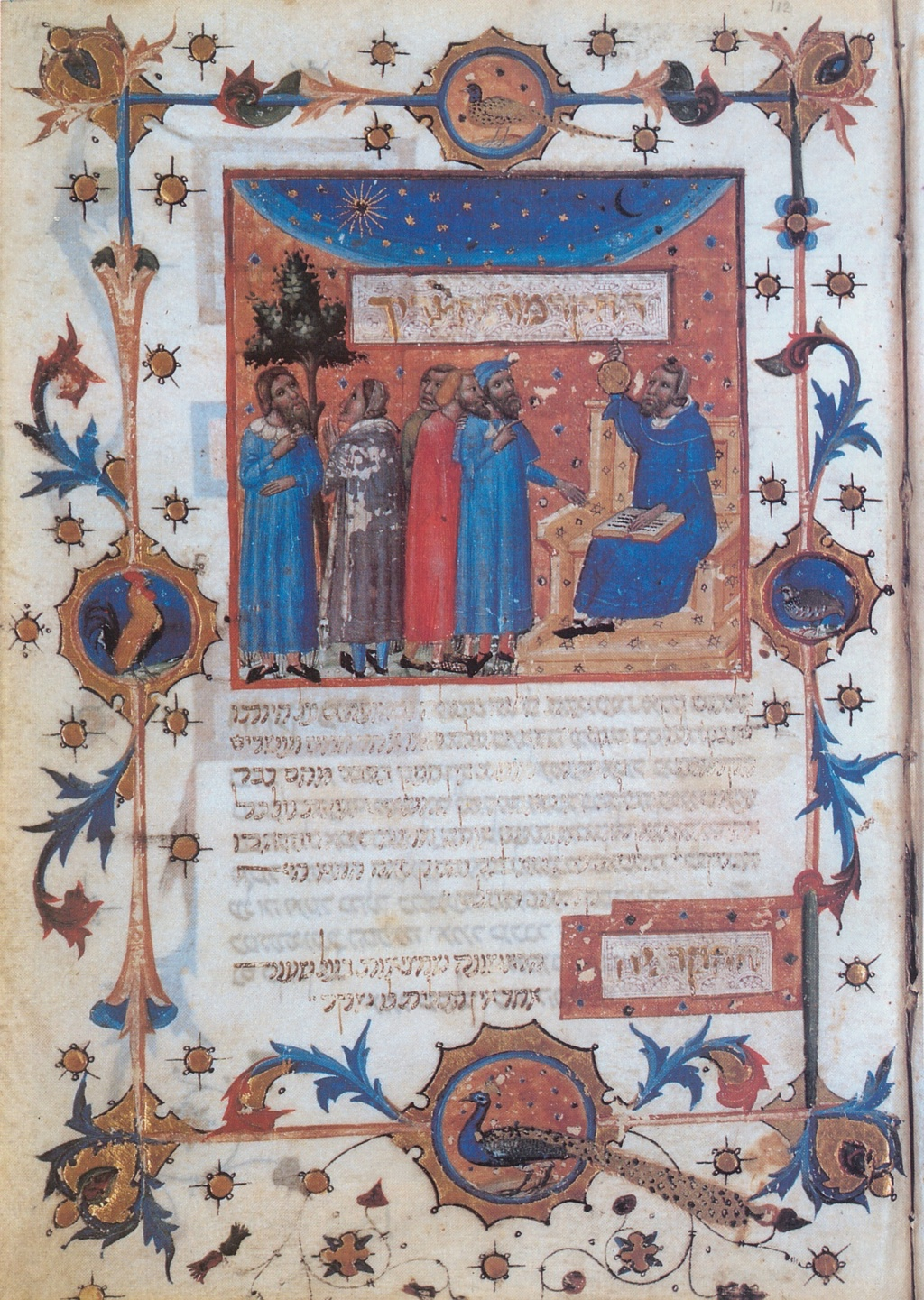
Guide des égarés de la bibliothèque royale du Danemark (1348)
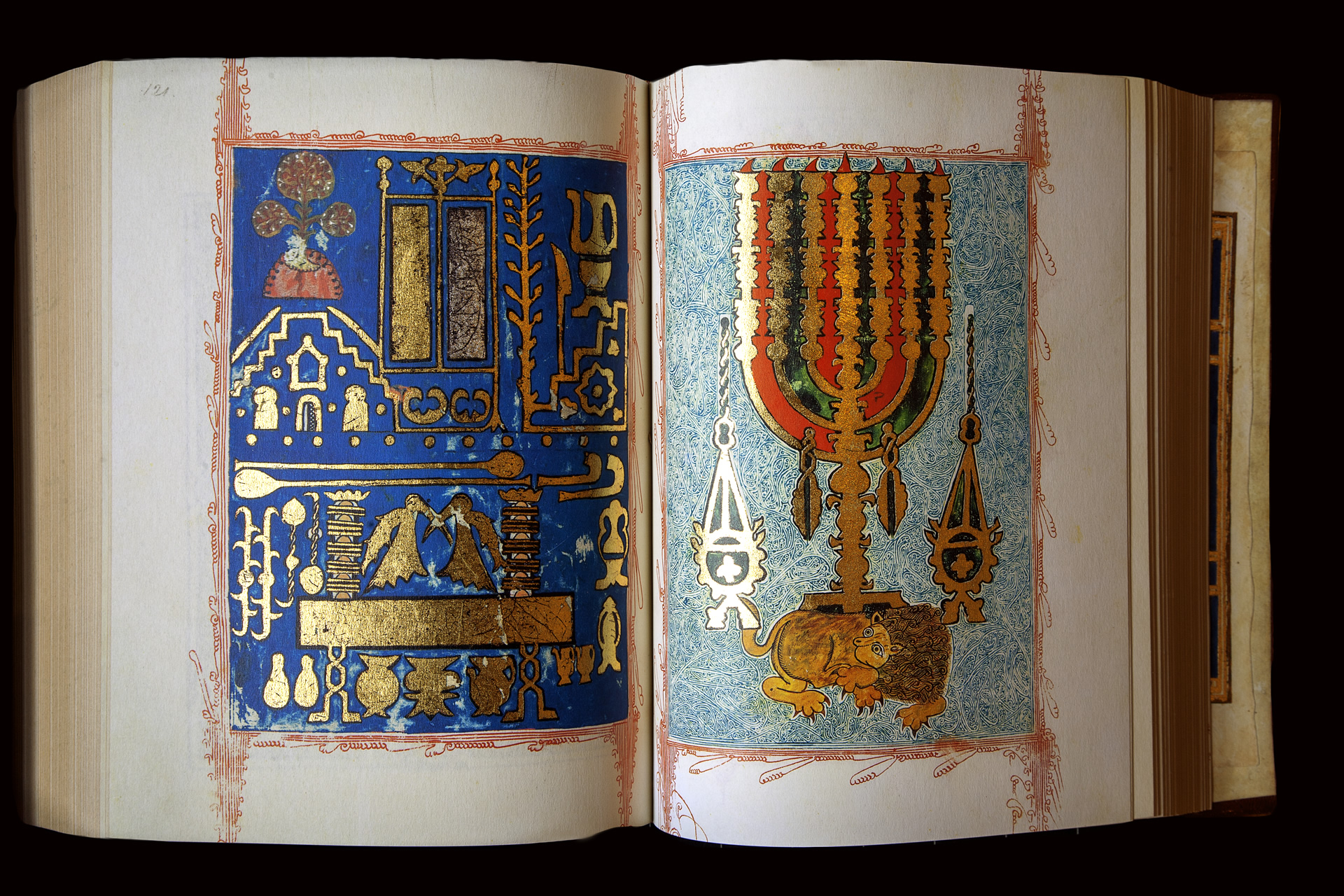
Première Bible de Kennicott (1476)

Les persécutions anti-juives de 1391 en Espagne détruisent sans doute un grand nombre de manuscrits et contribuent à la fermeture de plusieurs scriptoria. Pourtant, de nouveaux centres apparaissent ou se perpétuent à Séville, Berlanga ou encore La Corogne. Dans cette dernière ville, la Première Bible de Kennicott (Bibliothèque Bodléienne, Kennicott 1) a été copiée et peinte en 1476 et le colophon donne le nom du copiste et de l'enlumineur. C'est surtout au Portugal que se trouvent les scriptoria les plus importants au XVe siècle, et surtout à Lisbonne. Là est produite la Bible dite de Lisbonne de 1482 (BL, Or.2626-28) ou encore la Bible de la Société hispanique d'Amérique à New York (B.241). L'expulsion des Juifs d'Espagne en 1492 puis du Portugal en 1497 met fin définitivement à l'enluminure juive espagnole, mais contribue à sa propagation et son influence sur la décoration des manuscrits en Italie, Turquie, Tunisie et jusqu'au Yémen.

### École juive gothique en France
L'enluminure juive du nord de la France est sans doute l'une des plus importantes de la communauté ashkénaze. Seuls quelques rares manuscrits ont été conservés, le plus souvent décorés de manière sommaire. Mais quelques rares manuscrits exceptionnels ont été conservés. C'est le cas du Florilège hébraïque du nord de la France (BL, Add.11639) qui contient 36 miniatures en pleine page ainsi que de nombreuses mots enluminés et des micrographies. C'est aussi le cas du Mishneh Torah Kaufmann (Académie des sciences de Hongrie, Ms.A77) qui contient de nombreux mots enluminés et des scènes bibliques. Peu de bibles et de haggadot enluminées sont conservées, mais plusieurs psautiers proviennent de différentes communautés du nord de la France.

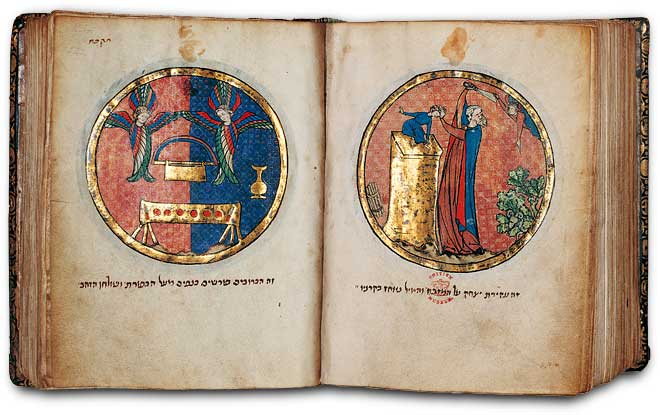
Double page du Florilège hébraïque du nord de la France (vers 1278-98)
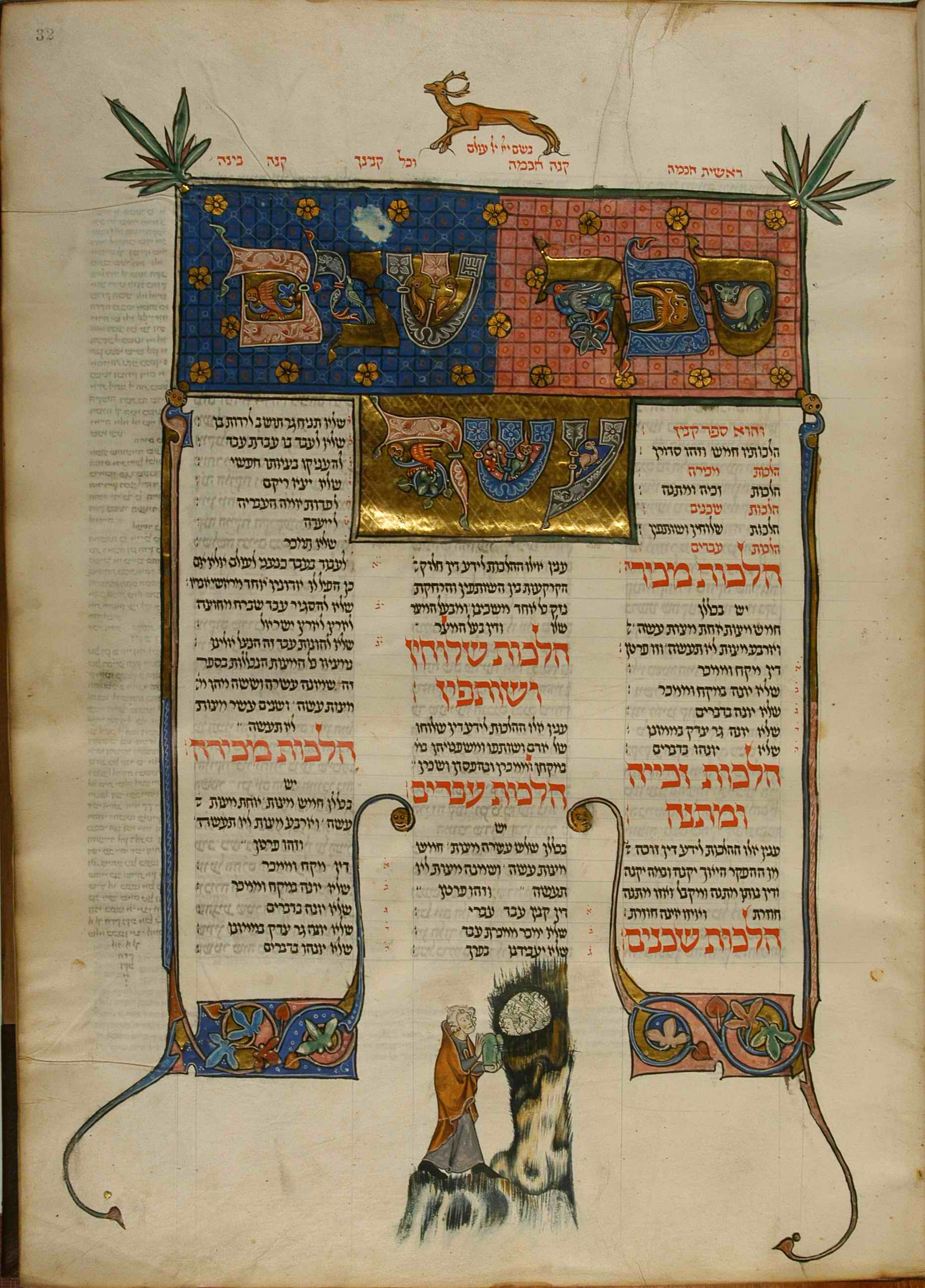
Page du Mishneh Torah Kaufmann (1296)

À partir du XIVe siècle, c'est dans le sud de la France, où les Juifs avaient été tolérés après leur expulsion du Royaume, que se perpétue la décoration de manuscrits hébreux. Le style des manuscrits alors produits, livres de prières et ouvrages scientifiques, est plus proche de l'Italie et de l'Espagne que du nord de la France.

### École juive allemande

Page de la Haggada de Londres réalisée à Ulm (entre 1430 et 1470)

Le plus ancien manuscrit hébreu enluminé en Europe provient du sud de l'Allemagne. Il s'agit d'un commentaire de la Bible daté de 1233 (Bayerische Staatsbibliothek, Cod. Hebr. 5) dans un style très proche des autres manuscrits produits dans la région et dont tous les visages des personnages des miniatures sont effacés. Une Bible de la Bibliothèque ambrosienne provenant d'Ulm et datée de 1236 (Bibliothèque Ambrosienne, B. 30–32) contient pour sa part des représentations de personnages à tête animale. Il s'agit d'une tradition orientale, arabe ou perse, adoptée en Europe aussi bien par des artistes chrétiens que juifs, plus que la conséquence d'une interdiction de la représentation figurée.
L'enluminure ashkénaze est particulièrement riche dans le Sud de l'Allemagne. Elle y a produit plusieurs mahzorim au cours des XIIIe et XIVe siècles, tels que le Mahzor de Leipzig (Universitätsbibliothek, Ms. V 1102) ou le Mahzor de Darmstadt (Hessiche Landes- und Hochshulbibliothek, cod. Or. 13). Dans ce dernier, les personnages humains sont représentés de manière réaliste.
Plusieurs haggadot sont aussi exécutées, mais contrairement aux exemples séfarades, les exemplaires ashkénazes contiennent des illustrations essentiellement dans les marges. Il existe néanmoins quelques exceptions comme la haggadah de Yahuda (Musée d'Israël, 180/50), qui contient des miniatures en pleine page mais pour illustrer la partie consacrée au Séder. Elles sont l'œuvre de Joel ben Simeon, le plus connu des enlumineurs juifs allemands, actif en Allemagne du sud et en Italie dans la seconde moitié du XVe siècle.

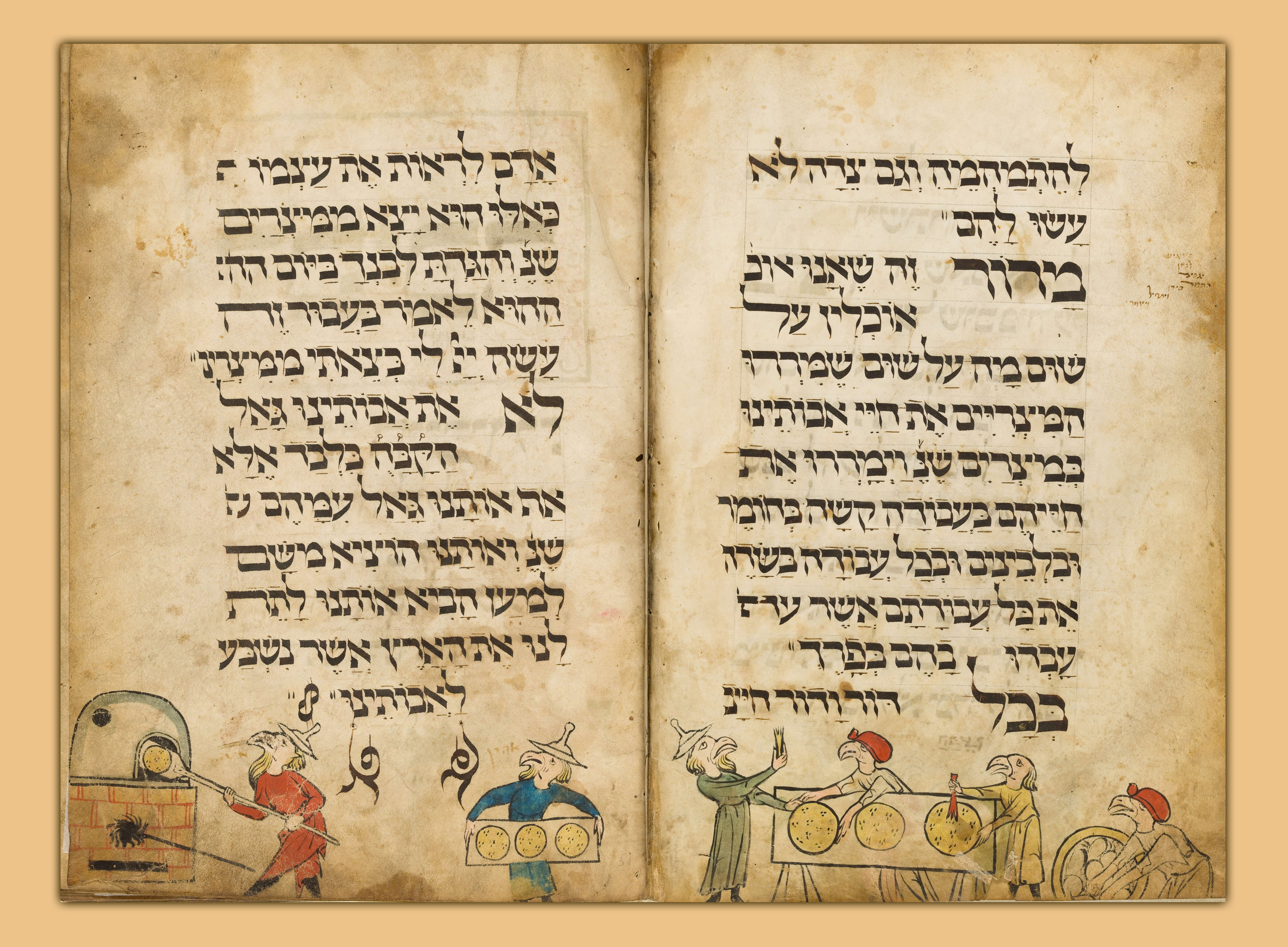
Haggadah à têtes d'oiseaux, Musée d'Israël (vers 1300)
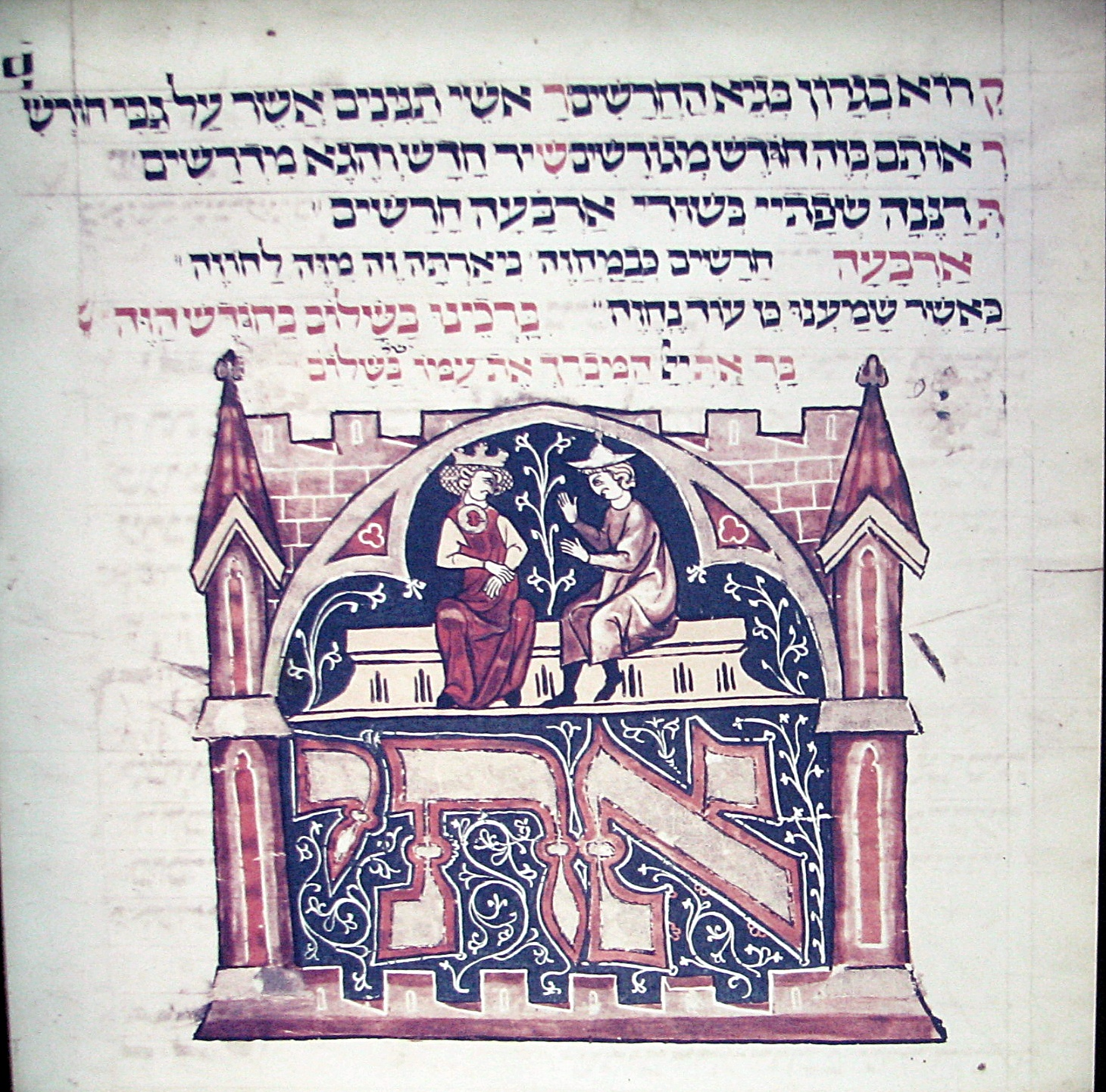
Mahzor de Leipzig (1320)
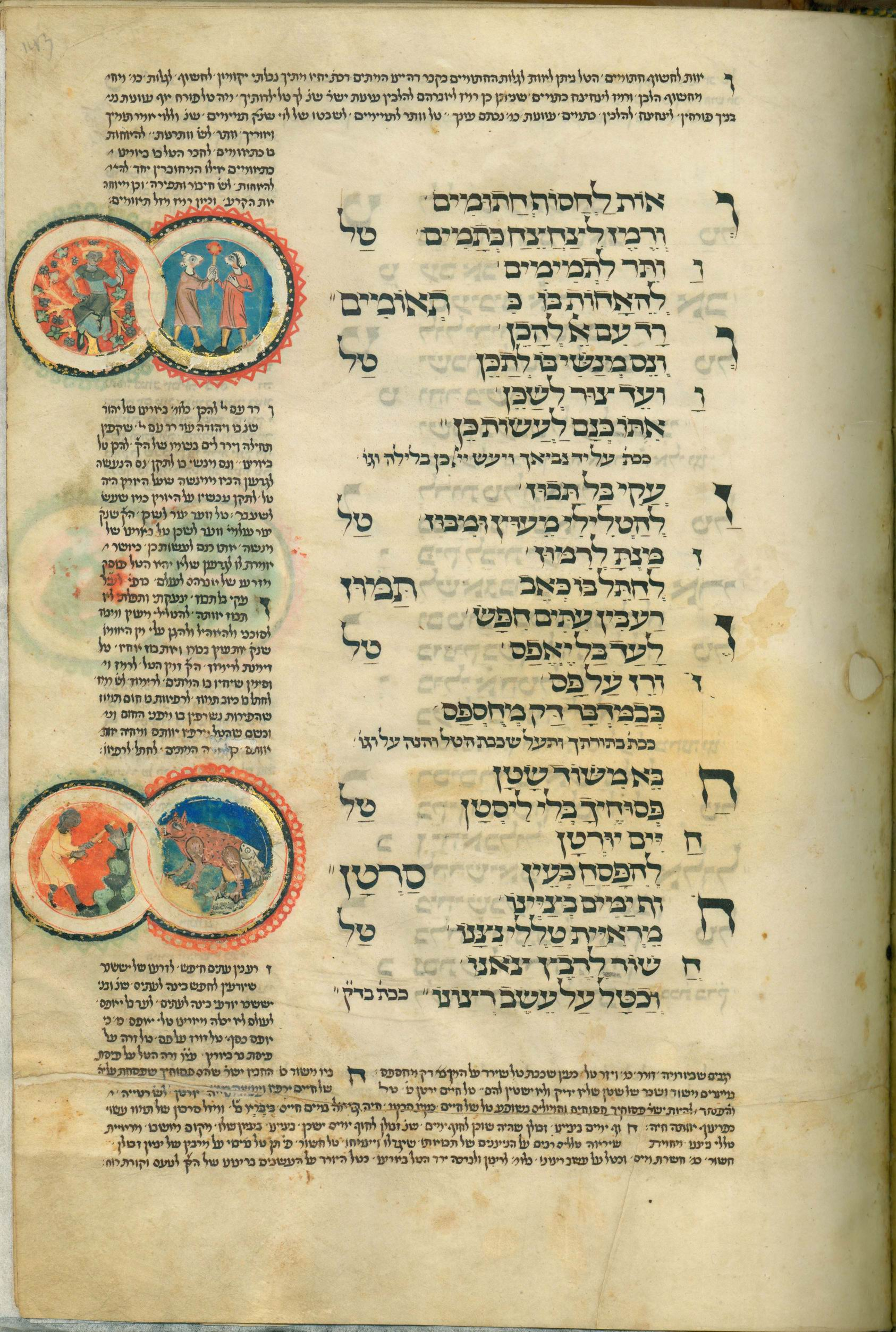
Mahzor tripartite, Allemagne du sud, Académie des sciences de Hongrie (1320)
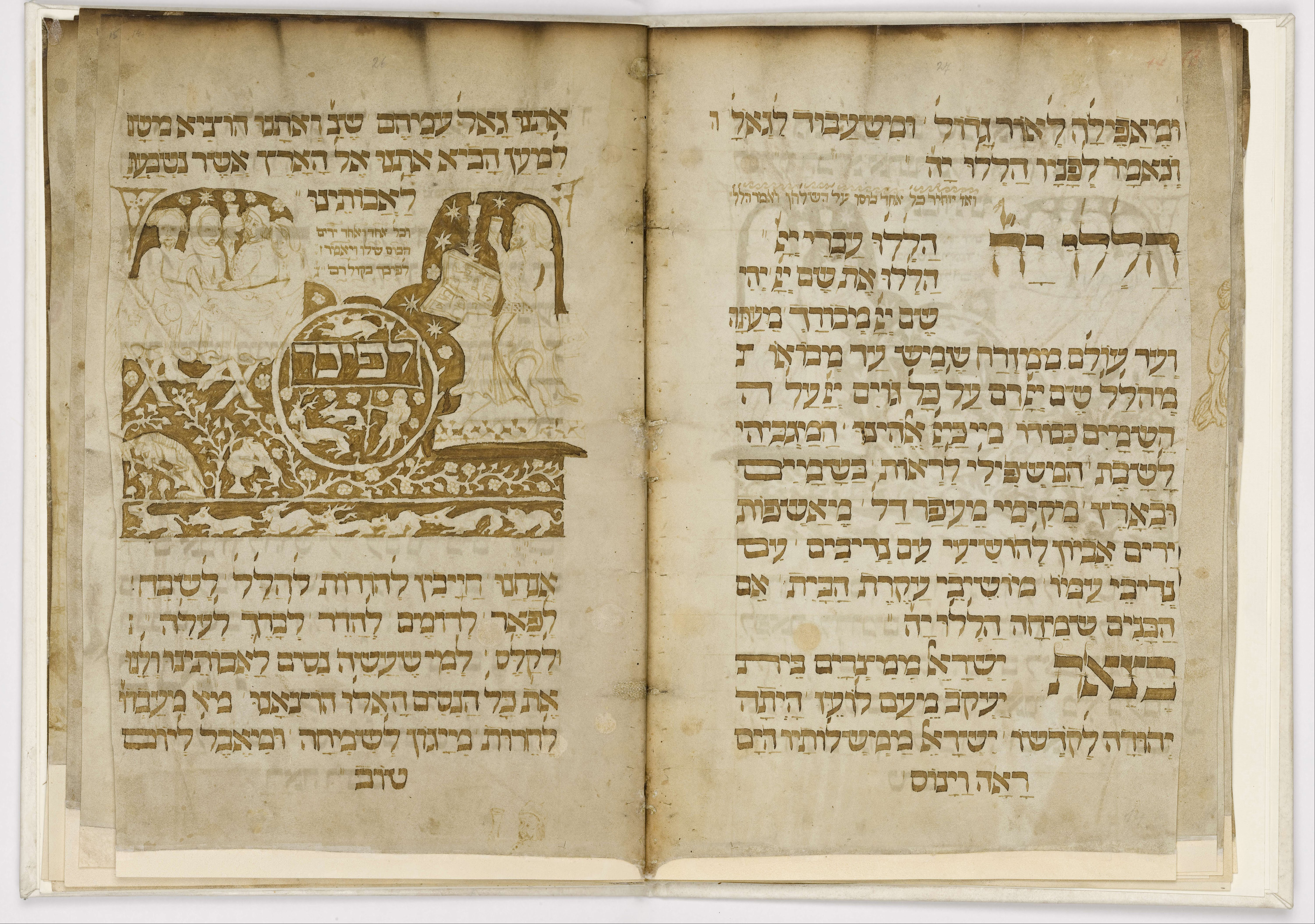
Première Haggadah de Nuremberg, illustrée par Joel Ben Simon, Musée d'Israël (vers 1449)

### École juive italienne

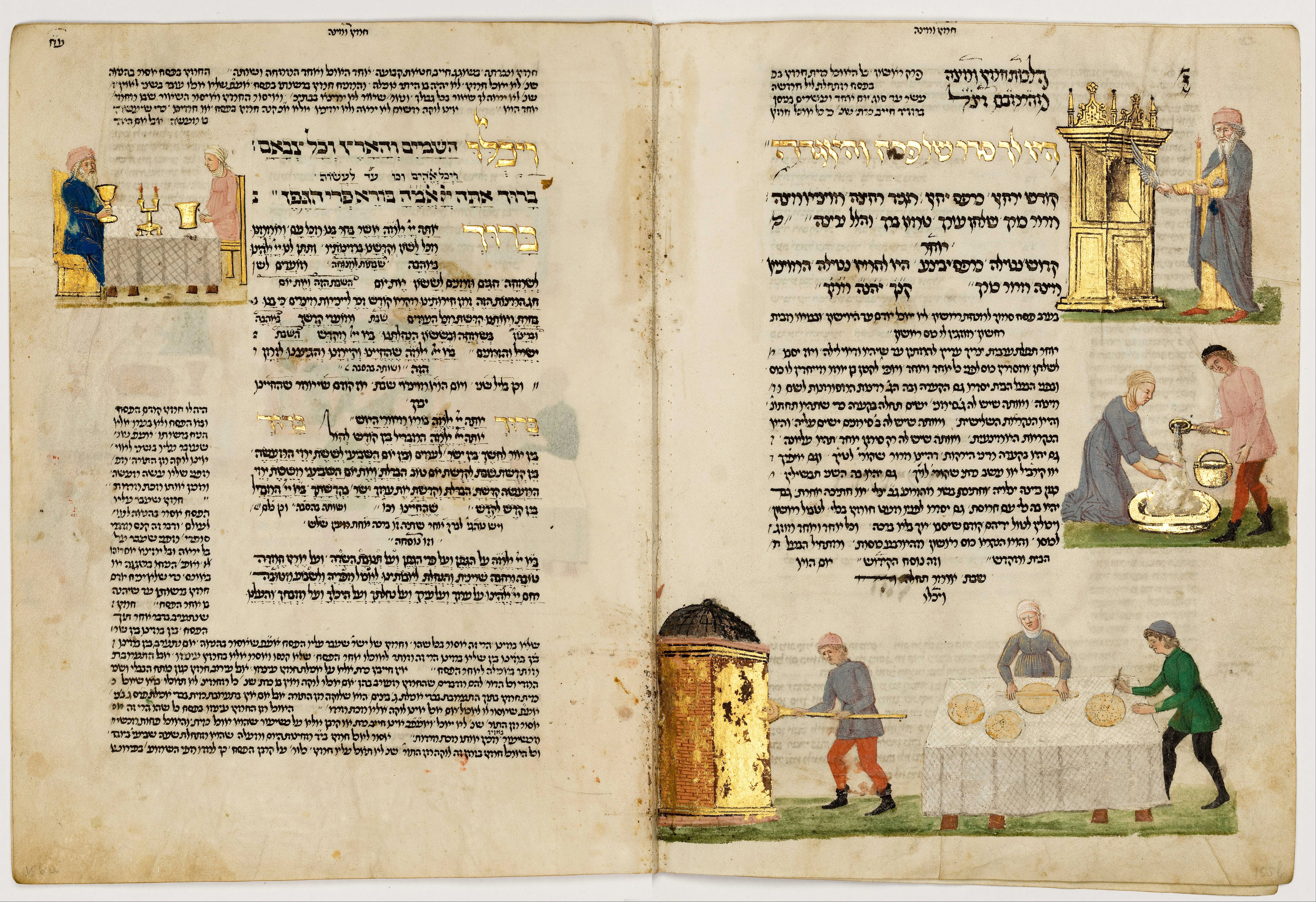
Double page du Florilège Rothschild.

La communauté juive d'Italie est l'une des plus anciennes et à la culture la plus riche qui puisse exister en Europe, si bien que les enluminures qu'elle a produites sont parmi les plus anciennes et les plus variées. Elles sont diverses en fonction des régions, plus ou moins influencées par les enluminures ashkénazes ou séfarades. Il s'agit d'ouvrages aussi bien bibliques, liturgiques, juridique que philosophiques et scientifiques. Les plus beaux manuscrits possèdent des pages de frontispices entièrement décorés.
Les plus anciens manuscrits proviennent de la région de Rome et du centre de l'Italie et remontent à la fin du XIIIe siècle. Il s'agit de psautiers ou de bibles telles que la Bible de l'évêque Bedell, datée de 1284, qui contient deux frontispices enluminés (Emmanuel College (Cambridge), Ms. I.I. 5–7). Au XIVe siècle, apparaissent des manuscrits juridiques décorés à Bologne, sans doute influencés par l'école d'enlumineurs installée dans la ville et spécialisée dans la décoration de bulles papales et autres documents juridiques. Certains portent ainsi la marque de Niccolò da Bologna par exemple. Les illustrations des Mishné Torah sont en général beaucoup plus proches que leurs équivalents ashkénazes ou séfarades. D'autres écoles ont existé au centre de l'Italie à la fin du XIVe et au début du XVe siècle, souvent à l'initiative d'un patron qui finançait l'exécution de manuscrits.
Au cours du XVe siècle, des textes extrêmement divers ont été décorés. Le plus célèbre manuscrit de cette période est justement une compilation de différents textes commandée sans doute à Ferrare par Moses ben Jekuthiel ha-Kohen (dit Hahbi) (XIIIe): l'actuel Florilège Rothschild (Musée d'Israël, Ms.180/51). La quasi-totalité des 946 pages sont enluminées. Dans un autre domaine, un manuscrit du Canon de la médecine d'Avicenne (Bibliothèque universitaire de Bologne, Ms.2197), contient de nombreuses scènes de soins de patients par le médecin, constituant un document rare sur la pratique de la médecine à la Renaissance. Toujours au XVe siècle, Florence devient un grand centre de production de manuscrits hébreux enluminés, financé par les banquiers juifs de la ville. C'est là qu'a par exemple été exécuté le Mahzor Rothschild en 1490 à l'initiative du banquier Elia de Vigevano (Bibliothèque du Jewish Theological Seminary de New York, Ms.8892). Au moins trois ateliers différents y ont contribué. L'autre centre de production à cette époque est située à Naples, où a été produite la Bible dites d'Aberdeen (Université d'Aberdeen, Ms.23) en 1493.

## Après le Moyen Âge

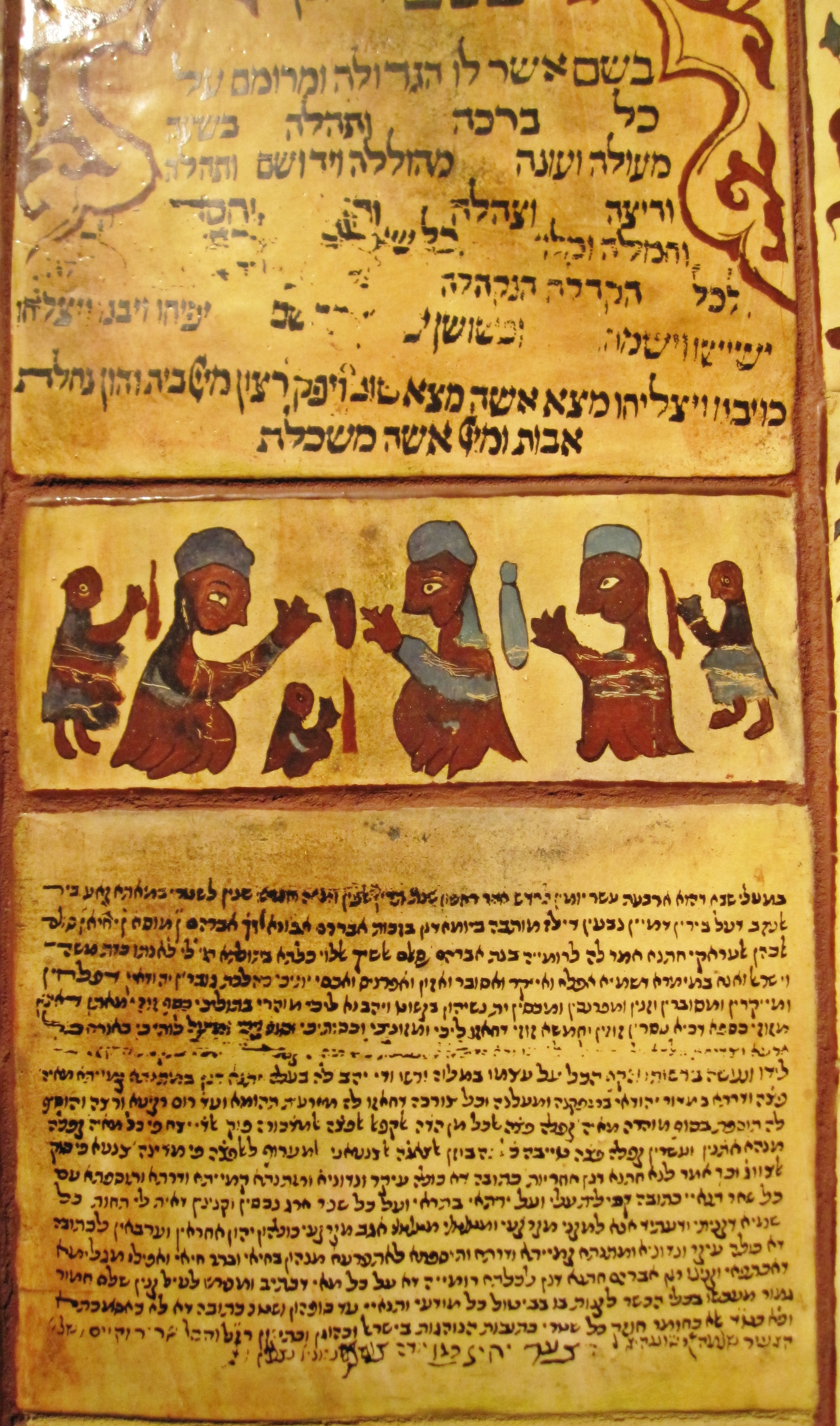
Ketouba yéménite (1795)

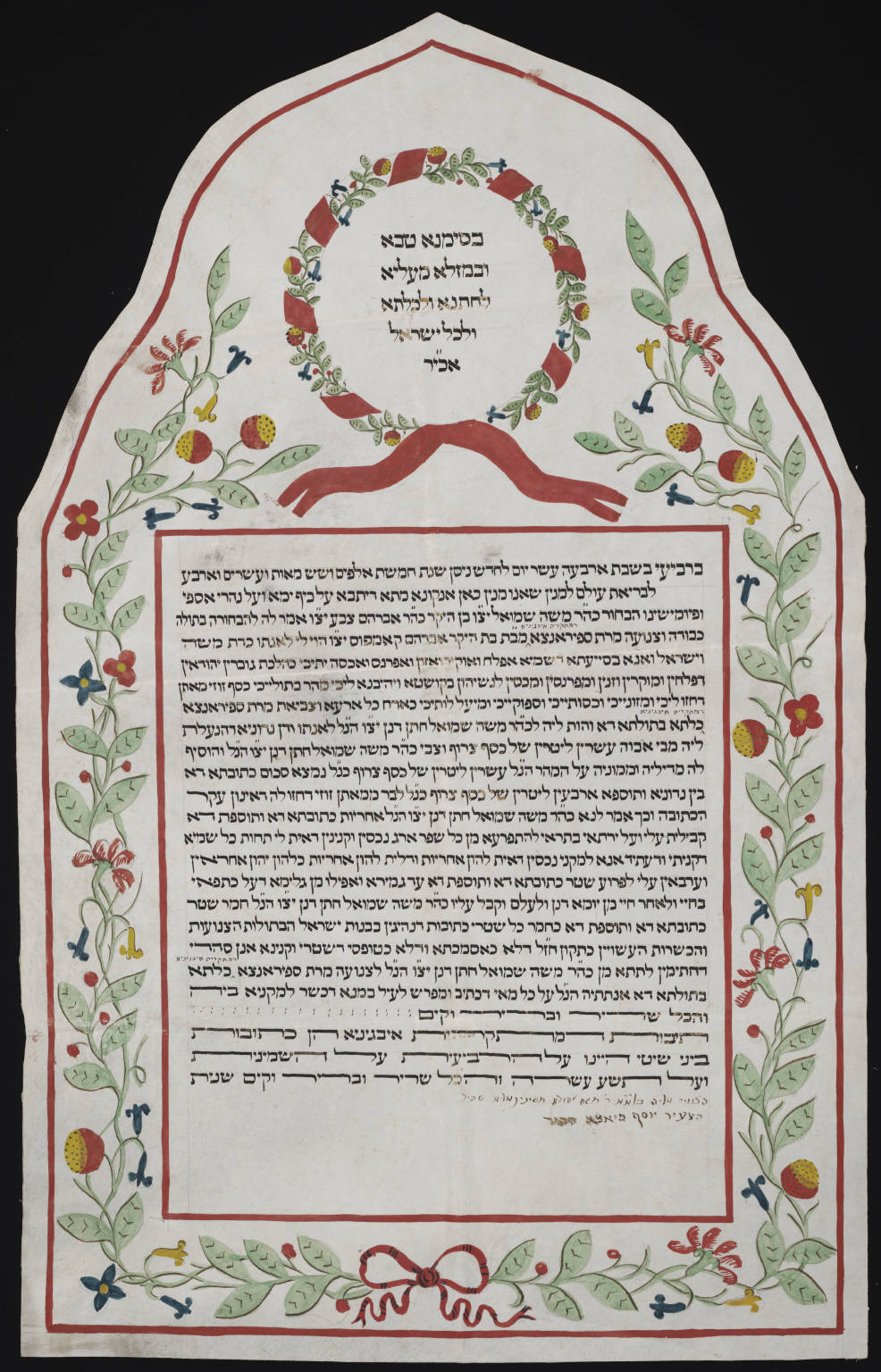
Ketouba provenant d'Ancône en Italie et datée de 1864. Bibliothèque Beinecke de livres rares et manuscrits.

L'apparition de l'imprimerie à la fin du XVe siècle contribue à réduire les commandes et donc la qualité des enluminures de manuscrits au cours du XVIe siècle. Deux types de manuscrits sont toujours enluminés après l'avènement de l'imprimerie : les kétoubot tout d'abord, que l'on retrouve aussi bien en Italie, dans le nord de l'Europe et en Orient. Elles sont aussi bien décorées d'ornementations abstraites que par des représentations humaines bibliques en lien avec le nom des mariés ou des représentations des signes du zodiaque ou des cinq sens. L'autre type de manuscrits sont des rouleaux ou megillot contenant généralement le Livre d'Esther, que l'on retrouve en Italie, Europe centrale, Pays-Bas, en Afrique du Nord et en Orient. Ils sont décorés de motifs architecturaux ou floraux ainsi que d'illustrations du texte. En Italie, d'autres documents pouvaient être illustrés comme de poèmes de mariage, des documents d'ordination rabbinique, voire des licences de Shehita.
À partir du XVIIIe siècle, apparaissent de nouveaux manuscrits enluminés en Allemagne et Europe centrale commandés généralement par des Juifs de cour. Il s'agit de livres de prières personnels tels que des haggadot ou alors des cadeaux destinés à des femmes. Plusieurs de ces manuscrits sont inspirés de livres imprimés, tels que la Haggada d'Amsterdam de 1695, reprenant même leurs décorations. Ces ouvrages de luxe, tout d'abord produits principalement à Vienne, sont ensuite exécutés par différents scriptoria situés à Altona, Hambourg, Darmstadt, Fürth, Mannheim, ou Berlin et ce, jusqu'à la fin du siècle et disparaissent peu à peu au XIXe siècle. Un renouveau de l'enluminure apparait au cours du XXe siècle notamment dans les haggadot et kétoubot.